# Teen Wolf 2
Pour les articles homonymes, voir Teen Wolf (homonymie).
Série
Teen Wolf
(1985)
Pour plus de détails, voir Fiche technique et Distribution.
Teen Wolf 2 (Teen Wolf Too) est une comédie fantastique américaine réalisée par Christopher Leitch et sortie en 1987. C'est la suite du film Teen Wolf sorti deux ans plus tôt. Le personnage est cette fois le cousin de Scott, incarné par Michael J. Fox dans le premier film. James Hampton (Harold Howard) et Mark Holton (Chubby) sont les seuls acteurs à reprendre leurs rôles pour cette suite.

## Synopsis
Todd Howard, cousin de Scott Howard, a récemment été accepté dans l'université d’Hamilton grâce à l'entraîneur Bobby Finstock. Ce dernier espère que Todd possède les mêmes dons que son cousin et ainsi remporter le championnat de boxe. Todd va alors découvrir qu’il peut se transformer en loup-garou.

## Fiche technique
- Titre original : Teen Wolf Too
- Titre français : Teen Wolf 2
- Réalisation : Christopher Leitch
- Scénario : Tim Kring
- Photographie : Jules Brenner
- Montage : Raja Gosnell
- Musique : Mark Goldenberg
- Casting : Pamela Guest
- Société de production : Atlantic Entertainment Group
- Pays d'origine :  États-Unis
- Langue originale : anglais
- Format : couleur - 1,85:1 - son mono
- Genre : comédie, fantastique
- Durée : 94 minutes
- Date de sortie : 
  - États-Unis : 20 novembre 1987

## Distribution
- Jason Bateman : Todd Howard
- Kim Darby : le professeur Brooks
- John Astin : Dean Dunn
- Paul Sand : Coach Finstock
- James Hampton : oncle Harold Howard
- Mark Holton : Chubby
- Estee Chandler : Nicki
- Robert Neary : Gustavson
- Stuart Fratkin : Stiles
- Beth Miller : Lisa
- Rachel Sharp : Emily
- David Burton : Peter
- William H. Burton Jr. : Pug